# Чепелева, Александра Кирилловна
Алекса́ндра Кири́лловна Че́пелева (род. 28 февраля 2003, Минск) — белорусская фигуристка, выступающая в одиночном катании. Двукратная чемпионка Белоруссии (2018, 2019).

## Карьера
Александра Чепелева родилась 28 февраля 2003 года в Минске. Впервые встала на коньки в уличной «коробке». С четырёх лет занимается в секции фигурного катания. На раннем этапе её личными тренерами были Владимир Клочок и медалист чемпионата Белоруссии Дмитрий Молочников, позже перешла к другому специалисту — Татьяне Шестак. Кумирами в фигурном катании называет Юлию Липницкую, олимпийскую чемпионку Аделину Сотникову и двукратного чемпиона мира Стефана Ламбьеля.
Чепелева с детства выступает на международных соревнованиях. Прежде всего, на турнирах серии Kaunas Ice, в которую входят Spring Cup, Autumn Cup и Winter Cup. В данных состязаниях Александра одерживала победы и поднималась на пьедестал в пред-юниорских категориях.
К 2016 году достигла необходимого возраста, по правилам Международного союза конькобежцев, для перехода на юниорский уровень. В первой половине сезона 2016/2017 у белорусской фигуристки был плотный график выступлений. Так, за полторы недели ноября представила программы в трёх разных странах. После чего впервые приняла участие во взрослом чемпионате Белоруссии. В короткой программе допустила помарку и осталась без запланированного каскада, судьи расположили спортсменку на четвёртой строчке. Произвольный прокат провела более успешно, получив за него вторую сумму баллов. Но ошибка в первый день соревнований не позволила войти в тройку лучших, Александра финишировала рядом с пьедесталом. Через месяц, в январе 2017 года отправилась на Первенство Республики Беларусь среди юниоров, завоевав там серебро, благодаря чему получила в следующем сезоне распределение на два этапа юниорского Гран-при.
В сезоне 2017–2018 годов стартовала в серии Гран-при среди юниоров, проведя турниры в Минске и Гданьске. В судейском протоколе польского этапа значились тридцать семь участниц, среди них Чепелева стала тринадцатой. Далее ей предстояло выступить на национальном чемпионате, на котором Александра добилась успеха и впервые стала победительницей соревнований. По итогам короткого проката она оформила задел в пять баллов. В произвольной совершила ряд помарок, но преимущества хватило для завоевания титула чемпионки страны. Завершала сезон на юниорском первенстве мира, где не сумела попасть в финальный сегмент.
По решению Международного союза конькобежцев, чемпионат Европы сезона 2018/2019 проходил в родном городе Александры — Минске. Фигуристка соответствовала возрастным критериям, но участникам также требовалось набрать необходимую техническую оценку в короткой и произвольной программах (23 и 40 баллов, соответственно) на международных соревнованиях, под эгидой ИСУ. Для достижения этой цели, она представила программы на различных турнирах, например таких, как «Челленджер» Tallinn Trophy:
Я ездила на разные турниры, пыталась набрать необходимую сумму баллов. В короткой программе взяла необходимый минимум, а в произвольной — в первый раз не хватило меньше балла, а во второй — всего полбалла. Совсем чуть-чуть!Александра Чепелева
Несмотря на пропуск континентального первенства, Чепелева сохранила звание лучшей одиночницы страны, во второй раз подряд завоевав золотую награду чемпионата Республики Беларусь. Александра одержала верх в обоих прокатах и завершила турнир с суммой баллов 141,98. На следующем национальном чемпионате у неё возникли трудности с исполнением программ. Она показала четвёртый результат, уступив в том числе, вышедшей из юниоров Милане Ромашовой и бывшей россиянке Виктории Сафоновой.

## Результаты
| Соревнования                          | 16/17         | 17/18         | 18/19         | 19/20         |
| Международные                         | Международные | Международные | Международные | Международные |
| ------------------------------------- | ------------- | ------------- | ------------- | ------------- |
| Челленджеры. Ice Star                 |               |               |               | 23            |
| Челленджеры. Tallinn Trophy           |               |               | 18            |               |
| Ice Star                              |               |               | 11            |               |
| Volvo Open Cup                        |               |               | 18            |               |
| Международные среди юниоров           |               |               |               |               |
| Чемпионаты мира среди юниоров         |               | 42            | 35            |               |
| Этапы юниорского Гран-при: Армения    |               |               | 14            |               |
| Этапы юниорского Гран-при: Литва      |               |               | 16            |               |
| Этапы юниорского Гран-при: Польша     |               | 13            |               |               |
| Этапы юниорского Гран-при: Белоруссия |               | 23            |               |               |
| ЕЮОФ                                  |               |               | 12            |               |
| Open Ice Mall Cup                     |               | 2             |               |               |
| Kaunas Ice Autumn Cup                 | 2             | 10            |               |               |
| Ice Star                              | 9             | 11            |               |               |
| Torun Cup                             | 12            |               |               |               |
| Tallinn Trophy                        | 10            |               |               |               |
| Volvo Open Cup                        | 8             |               |               |               |
| Национальные                          |               |               |               |               |
| Чемпионаты Белоруссии                 | 4             | 1             | 1             | 4             |